# کشتار تسالونیکی

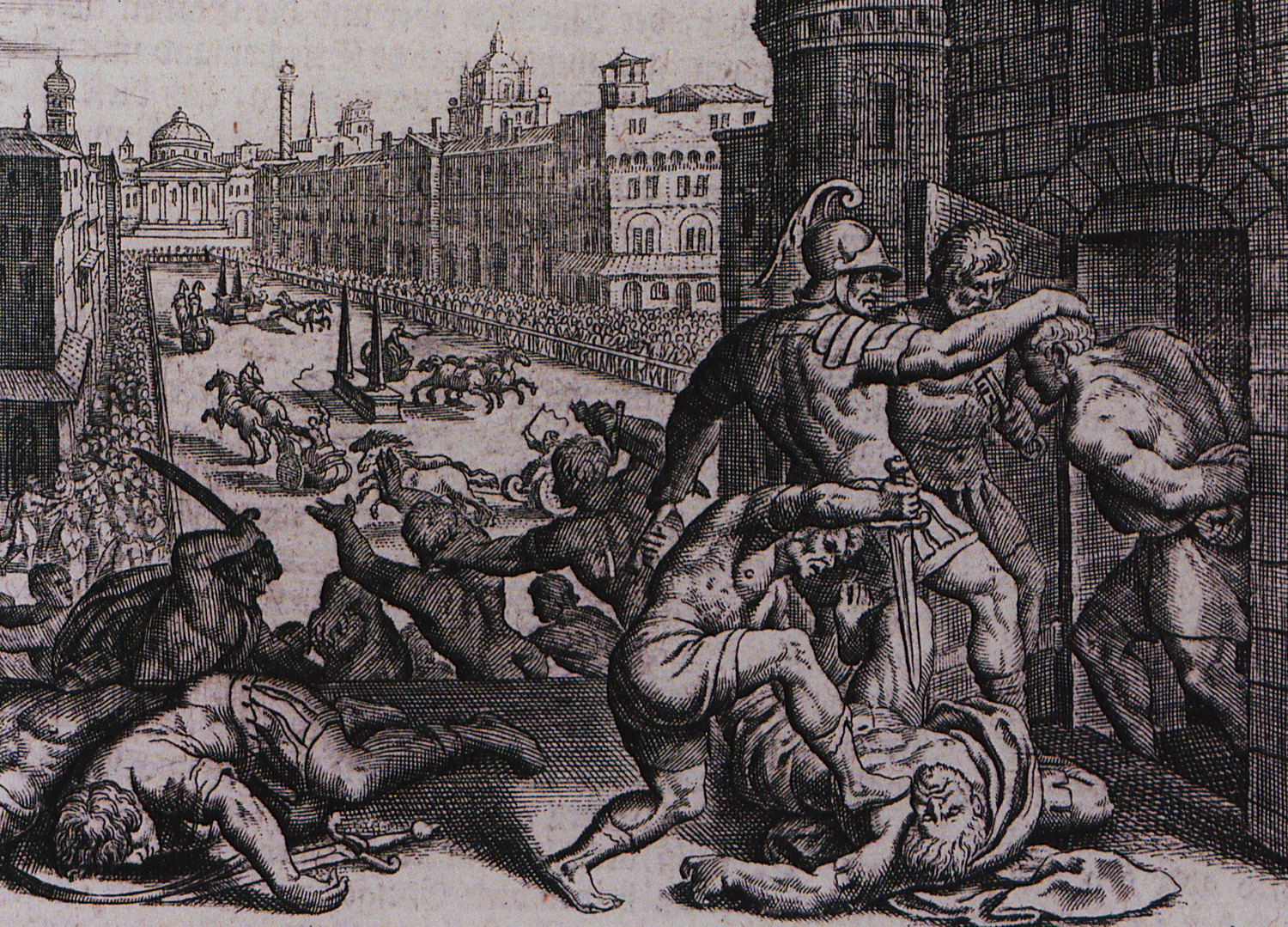
قتل‌عام در هیپودروم سالونیکی در ۳۹۰، حکاکی روی چوب قرن شانزدهم

کشتار سالونیکی (انگلیسی: Massacre of Thessalonica) کشتار تسالونیکی (به انگلیسی: Massacre of Thessalonica) نامی است که به قتل‌عام هزاران نفر از ساکنان سالونیک، شهری در همسایگی شمال دریای اژه در سال ۳۹۰ پس از میلاد داده شده‌است. این حادثه منجر به قتل‌عام ساکنان سالونیک توسط ارتش روم به دستور امپراتور روم تئودئوس یکم (حکومت از سال ۳۷۹ تا ۳۹۵) شد. این امر باعث شد که امبروس، اسقف میلان، تئودئوس یکم را به‌طور موقت تکفیر کند و امپراتور را به زانو درآورد.

## تاریخ

### زمینه
زنجیره رویدادهای منتهی به قتل‌عام در سالونیک در آوریل ۳۹۰ آغاز شد. دلیل این شورش دستگیری یک ارابه‌ران محبوب به دستور ژنرال امپراتور، بوتریک بود که قصد اغوای جنسی یک خدمتکار یا حتی خود ژنرال را داشت. ارابه سوار زندانی شد، اما شهروندان سالونیکی خواستار آزادی او شدند.  با این حال، زمانی که بوتریک از آزادی ارابه‌ران خودداری کرد به این دلیل که در آن زمان مرتکب جرم «همجنس‌گرایی» شده بود، توسط شهروندان خشمگین کشته شد و شورش درگرفت.

### قتل‌عام
گزارش این شورش در سالونیک، امپراتور روم تئودوسیوس اول را که در آن زمان در ملادیونوم (میلان کنونی) بود، خشمگین کرد و خونسردی خود را از دست داد. تئودوسیوس اول یک لشکر رومی را به شهر سالونیک می‌فرستد و از سربازانش می‌خواهد که برای تلافی همه ساکنان را سلاخی کنند. مدت کوتاهی بعد، پس از فروکش خشم، تئودوسیوس آرامش خود را به دست آورد و نظر خود را تغییر داد اما قتل‌عام قبلاً انجام شده بود.
با این حال، قبل از رسیدن پیام آوران امپراتور با دستورهای جدید مبنی بر لغو دستور کشتار، حدود ۷۰۰۰ شهروند سالونیک قبلاً توسط ارتش روم سلاخی شده بودند که نتیجه دستورهای قبلی تئودوسیوس اول بود. تئودوسیوس اول با شنیدن خبر قتل‌عام از سوی یک پیام رسان که به پایتخت بازگشته بود، گفت که پشیمان است.

### سلطه امبروس
با این حال، امبروس، اسقف اسقف‌نشینی کاتولیک رومی میلان، تئودوسیوس اول را به خاطر عملکردش مورد انتقاد قرار داد که منجر به خونریزی هزاران انسان بی گناه شده بود. او امپراتور تئودوسیوس اول را از طریق مجمعی در کلیسای مرادیونوم محکوم کرد و نامه ای به امپراتور فرستاد و از او خواست اعتراف کند. آمبروز همچنین امپراتور از شرکت در خدمت در کلیسای مدیولانوم خودداری کرد و از ورود او به کلیسا جلوگیری کرد. این یک تکفیر عملی بود. با این حال، تئودوسیوس، که در ابتدا معتقد بود که قدرت امپراتور برتر از قدرت کلیسای مسیحی است، به‌طور فزاینده ای تحت تأثیر وظایف مسیحی قرار گرفت و به شدت افسرده شد و پشیمانی خود را ابراز کرد. و تنها با اعتراف به ندامت خالصانه خود نزد امبروس، اسقف میلان، او را بخشید و تکفیر او را آزاد کرد.
اگرچه در این روند اقتدار امپراتوری زیر سوال نرفت، اهمیت اخلاقی فزاینده نمایندگان کلیسا آشکار شد و امپراتور دیگر نمی توانست به راحتی نظر کلیسا را نادیده بگیرد. از این حادثه به ندرت به عنوان «برتری امبروس» (برتری کلیسا در برابر امپراتور روم) یاد می‌شود.